# Рим без Папи Римського
Рим без Папи Римського (італ. Roma senza papa) — науково-фантастичний роман італійського письменника Гвідо Морселлі. Опубліковано вже після смерті автора — 1974 року. Роман розповідає історію італійського та світового суспільства через історію католицької церкви. При цьому гумористично зображено тенденцію до карикатурного прагнення церкви до сучасності, пошук оновлення без критичного осмислення.

## Написання твору
Роман було написано 1966 року, коли закінчився Другий Ватиканський собор, ініційований папою римським Іваном XXIII в 1959 році і продовжений його наступником Павлом VI. Собор продемонстрував відкритість церкви до змін, але наштовхнувся на критику консервативного крила церкви.
З огляду на тенденцію до змін Морселлі в своєму романі пророкує «протестантизацію» католицизму та навіть неминучу агрегацію з буддизмом.

## Зміст
Події відбуваються наприкінці XX сторіччя. Роман представлений у формі щоденника: його головний герой та оповідач — швейцарський священик, дон Волтер з Айнзідельну. Він вперше після 30 років (завершення семінарії) прибуває до Риму, щоб зустрітися з колишнім ірландським бенедиктинським ченцем, а тепер папою римським Іваном XXIV. Втім тривалий час ця зустріч не відбувається, оскільки резиденція переміщена з Ватикану до Цагароло, площа Св. Павла порожня, Базиліка святого Петра стає місцем проведення концертів та конференцій. Внаслідок чого Рим несе збитки від нестачі туристів.
В Італії при владі знаходиться комуністичний диктатор Амінторе Фанфані, голова Соціалістичної об'єднаної партії (PSU). Скасування спортивних змагань, особливо футбольних, спричиняє соціальні заворушення.
Дон Волтер зустрічається з різними особами, переважно церковними, які коментують різними способами зміни у світі та особливо у церкві. Також з'ясовує, що новітні технології пронукли до церковних обрядів та таїнств. Деякі священики ставлять питання зла по-новому — не внаслідок першородного гріха, плоду зла, а як через несвідоме. Єзуїти створили ефективну економіку на півдні Італії.
Зрештою під час зустріч з папою римським дон Волтер дізнається, що Іван XXIV зберігає вірність традиційним догмам католицтва, але розуміє, що світ змінюється. Тому вважає краще досягти дна, від якого відштовхнутися. Тобто повернутися до витоків християнської церкви.
Самого Івана XXIV сатирично описує як своєрідного менеджера корпорації, а його титул пише з маленької літери на знак зменшення його політичної та духовної ваги. При цьому багато уваги приділяє власним насолодам.
Виявляється, що вже скасовано целібат, але зберігається заборона на контрацептиви. Тепер добрими прелатами вважаються ті, хто може похвалитися численними нащадками, а президент США Жаклін Кеннеді пропонує укласти шлюб з папою римським.
Іван XXIV часто спілкується з теософом з індійського Бангалора. Понтифік також готується розділити Місяць між США та СРСР, уклавши мирний пакт з останнім. Усе це було здійснено ще попередником Івана XXIV папою римським Лібером I (алюзія на ліберала), представником Маронітської церкви. Того виголосив енцикліку «Maria, Mater Christi» («Марія, Мати Христа»), якою скасовував маріологію. Саме Лібер I переніс резиденцію до Цагароло. Проте Іван XXIV не змінив настанови та рішення Лібера I.також ставиться питання про обмежений термін понтифікату.
Скасовується заборона на наркотики, оскільки його застосування на Сході вважається дотиком до божественного (в цьому відчувається вплив на папу римського індусів). В результаті священники в Бретані починають експерименти з LSD, яке виробляють в монастирях. Створений наркотик GR6 активно розповсюджується, оскільки за спостереженням сприяє пожвавленню віри. В результаті Англіканська церква поєднується з католицькою.
Наприкінці роману Іван XXIV заявляє: «Натомість ми повинні переконати себе, що Бог інший, Бог не священик … ані навіть брат».